# STONEGHOST
STONEGHOST es el nombre en clave de una red operada por la Agencia de Inteligencia de Defensa (DIA) de los Estados Unidos para compartir e intercambiar información entre EE. UU., el Reino Unido, Canadá y Australia. Algunas fuentes afirman que Nueva Zelanda también participa y que, por tanto, STONEGHOST conecta y es mantenido por las agencias de inteligencia de defensa de todos los países pertenecientes a la red Five Eyes.
STONEGHOST no transmite información secreta de la Intelink. En el pasado, se le conocía como Intelink-C y lo llamaban «Q-Lat» o «Quad link». Se trata de una red de alta seguridad con estrictos requisitos de seguridad física y digital. La red alberga información sobre temas militares y sobre SIGINT (inteligencia de señales), inteligencia extranjera y seguridad nacional.

## Caso de espionaje canadiense de 2012
El 10 de octubre de 2012, el oficial de inteligencia de la Marina Real Canadiense, el subteniente Jeffrey Delisle, se declaró culpable de haber descargado y vendido información del sistema STONEGHOST a la agencia de espionaje rusa GRU. El 6 de febrero de 2013 fue condenado a 20 años de prisión, menos el tiempo cumplido, por contravenir la Ley de Seguridad de la Información.